# Óscar Arizaga
Óscar Arizaga (20. srpna 1957 – 26. června 2023, Callao) byl peruánský fotbalista, obránce.

## Fotbalová kariéra
V peruánské lize hrál za Atlético Chalaco a Deportivo Municipal. V jihoamerickém Poháru osvoboditelů nastoupil v 5 utkáních. Za reprezentaci Peru nastoupil v roce 1980 v přátelském utkání s Uruguayí v Montevideu. Byl členem peruánské reprezentace na Mistrovství světa ve fotbale 1982, ale v utkání nenastoupil.

## Ligová bilance
| Ročník                 | Zápasy | Góly | Klub                |
| ---------------------- | ------ | ---- | ------------------- |
| 1. peruánská liga 1978 | –      | –    | Atlético Chalaco    |
| 1. peruánská liga 1979 | –      | –    | Atlético Chalaco    |
| 1. peruánská liga 1980 | 22     | 1    | Atlético Chalaco    |
| 1. peruánská liga 1981 | –      | –    | Atlético Chalaco    |
| 1. peruánská liga 1982 | –      | –    | Atlético Chalaco    |
| 1. peruánská liga 1984 | –      | –    | Deportivo Municipal |
| 1. peruánská liga 1984 | –      | –    | Deportivo Municipal |
| CELKEM 1. liga         | –      | –    |                     |